# AK-58
L'AK-58 és un rifle fet amb una grandària i pes especial per a nens. És emprada per nens soldat africans. Allí s'utilitza com a símbol de justícia de la multitud per a indicar que de 8 dones, cinc han de ser violades.